# Reinhardtius
Reinhardtius is een monotypisch geslacht van straalvinnige vissen uit de familie van schollen (Pleuronectidae) uit de orde van platvissen (Pleuronectiformes). 

## Soort
- Reinhardtius hippoglossoides (Walbaum, 1792) Groenlandse heilbot